# Paprsky inženýra Garina
Paprsky inženýra Garina je česká industriální skupina.

## Historie
Inspirací pro založení bylo společné vystoupení skupin New Psychedelic Orchestra a Švëstkövé knëdlïkÿ na soukromém alternativním festivalu v klubu U zlatého melouna 29. června 1986. Po něm se vybraní hudebníci z obou formací rozhodli založit nové hudební těleso a pojmenovat ho podle vědeckofantastického románu Alexeje Tolstého Paprsky inženýra Garina.
První vystoupení spojené s vernisáží Vojtových (zpěvák P.I.G.) kreseb se uskutečnilo v září 1986 v prostorách Jazzové sekce Svazu hudebníků, pár dnů před zatčením všech jejích aktivistů a faktickým ukončením její činnosti.
Zásadním mezníkem v historii kapely byl v roce 1988 příchod Jardy Paláta, jehož novátorské postupy a experimenty se zvukem daly hudbě P.I.G. nový směr. Změny v tomto období doznaly i texty – kromě vlastních začaly být do repertoáru zařazovány i zhudebněné básně V.V. Majakovského, Ho Či Mina či texty Leonida Andrejeva.
V sestavě s Jardou Palátem skupina natočila první demosnímky a v roce 1990 pak ve studiu Heleny Vondráčkové v Řitce pro vydavatelství Panton nahrávky pro nerealizovaný projekt industriálního sampleru. V roce 1991 skupina vydala své první CD Blbá Evropa.
Po tragické smrti Jardy Paláta v únoru 1995 skupina vystupovala už jen sporadicky. 
Novým impulzem bylo až setkání s o generaci mladšími hudebníky ze skupiny Děti deště v roce 2007. Ti pak rozšířili řady P.I.G. a takto vzniklá formace působí až do současnosti.

## Diskografie
- 1991 – Blbá Evropa (CD, Image Studios)